# 18.ª etapa del Giro de Italia 2022
La 18.ª etapa del Giro de Italia 2022 tuvo lugar el 26 de mayo de 2022 entre Borgo Valsugana y Treviso sobre un recorrido de 156 km. El vencedor fue el belga Dries De Bondt del equipo Alpecin-Fenix y el ecuatoriano Richard Carapaz mantuvo el liderato un día más.

## Clasificación de la etapa
| Borgo Valsugana - Treviso | etapa llana | (156 km) |

| \| Clasificación de la etapa \| Clasificación de la etapa \| Clasificación de la etapa \| Clasificación de la etapa \| Clasificación de la etapa \| \| Ciclista \| Ciclista \| Equipo \| Tiempo \| \| \| ------------------------- \| ------------------------- \| ------------------------- \| ------------------------- \| ------------------------- \| \| 1.º \| Dries De Bondt \| Alpecin-Fenix \| 3 h 21 min 21 s \| \| \| 2.º \| Edoardo Affini \| Jumbo-Visma \| + 0 s \| \| \| 3.º \| Magnus Cort \| EF Education-EasyPost \| + 0 s \| \| \| 4.º \| Davide Gabburo \| Bardiani CSF Faizanè \| + 0 s \| \| \| 5.º \| Alberto Dainese \| Team DSM \| + 14 s \| \| \| 6.º \| Arnaud Démare \| Groupama-FDJ \| + 14 s \| \| \| 7.º \| Davide Cimolai \| Cofidis \| + 14 s \| \| \| 8.º \| Mark Cavendish \| Quick-Step Alpha Vinyl \| + 14 s \| \| \| 9.º \| Fernando Gaviria \| UAE Team Emirates \| + 14 s \| \| \| 10.º \| Simone Consonni \| Cofidis \| + 14 s \| \| |                  |                        |                 |
| |                  |                        |                 |
| Fuente: ProCyclingStats |                  |                        |                 |
| Clasificación de la etapa |                  |                        |                 |
| Ciclista | Ciclista         | Equipo                 | Tiempo          |
| 1.º | Dries De Bondt   | Alpecin-Fenix          | 3 h 21 min 21 s |
| 2.º | Edoardo Affini   | Jumbo-Visma            | + 0 s           |
| 3.º | Magnus Cort      | EF Education-EasyPost  | + 0 s           |
| 4.º | Davide Gabburo   | Bardiani CSF Faizanè   | + 0 s           |
| 5.º | Alberto Dainese  | Team DSM               | + 14 s          |
| 6.º | Arnaud Démare    | Groupama-FDJ           | + 14 s          |
| 7.º | Davide Cimolai   | Cofidis                | + 14 s          |
| 8.º | Mark Cavendish   | Quick-Step Alpha Vinyl | + 14 s          |
| 9.º | Fernando Gaviria | UAE Team Emirates      | + 14 s          |
| 10.º | Simone Consonni  | Cofidis                | + 14 s          |

## Clasificaciones al final de la etapa

### Clasificación general(Maglia Rosa)
| \| Clasificación general \| Clasificación general \| Clasificación general \| Clasificación general \| Clasificación general \| \| Ciclista \| Ciclista \| Equipo \| Tiempo \| \| \| --------------------- \| --------------------- \| ---------------------------------- \| --------------------- \| --------------------- \| \| 1.º \| Richard Carapaz \| Ineos Grenadiers \| 76 h 41 min 15 s \| \| \| 2.º \| Jai Hindley \| Bora-Hansgrohe \| + 3 s \| \| \| 3.º \| Mikel Landa \| Bahrain Victorious \| + 1 min 05 s \| \| \| 4.º \| Vincenzo Nibali \| Astana Qazaqstan Team \| + 5 min 48 s \| \| \| 5.º \| Pello Bilbao \| Bahrain Victorious \| + 6 min 19 s \| \| \| 6.º \| Jan Hirt \| Intermarché-Wanty-Gobert Matériaux \| + 7 min 12 s \| \| \| 7.º \| Emanuel Buchmann \| Bora-Hansgrohe \| + 7 min 13 s \| \| \| 8.º \| Domenico Pozzovivo \| Intermarché-Wanty-Gobert Matériaux \| + 12 min 30 s \| \| \| 9.º \| Juan Pedro López \| Trek-Segafredo \| + 15 min 10 s \| \| \| 10.º \| Hugh Carthy \| EF Education-EasyPost \| + 17 min 03 s \| \| |                    |                                    |                  |
| |                    |                                    |                  |
| Fuente: ProCyclingStats |                    |                                    |                  |
| Clasificación general |                    |                                    |                  |
| Ciclista | Ciclista           | Equipo                             | Tiempo           |
| 1.º | Richard Carapaz    | Ineos Grenadiers                   | 76 h 41 min 15 s |
| 2.º | Jai Hindley        | Bora-Hansgrohe                     | + 3 s            |
| 3.º | Mikel Landa        | Bahrain Victorious                 | + 1 min 05 s     |
| 4.º | Vincenzo Nibali    | Astana Qazaqstan Team              | + 5 min 48 s     |
| 5.º | Pello Bilbao       | Bahrain Victorious                 | + 6 min 19 s     |
| 6.º | Jan Hirt           | Intermarché-Wanty-Gobert Matériaux | + 7 min 12 s     |
| 7.º | Emanuel Buchmann   | Bora-Hansgrohe                     | + 7 min 13 s     |
| 8.º | Domenico Pozzovivo | Intermarché-Wanty-Gobert Matériaux | + 12 min 30 s    |
| 9.º | Juan Pedro López   | Trek-Segafredo                     | + 15 min 10 s    |
| 10.º | Hugh Carthy        | EF Education-EasyPost              | + 17 min 03 s    |

### Clasificación por puntos(Maglia Ciclamino)
| Clasificación por puntos | Clasificación por puntos | Clasificación por puntos        | Clasificación por puntos | Clasificación por puntos |
| Ciclista                 | Ciclista                 | Equipo                          | Puntos                   |                          |
| ------------------------ | ------------------------ | ------------------------------- | ------------------------ | ------------------------ |
| 1.º                      | Arnaud Démare            | Groupama-FDJ                    | 254 pts                  |                          |
| 2.º                      | Mark Cavendish           | Quick-Step Alpha Vinyl          | 132 pts                  |                          |
| 3.º                      | Fernando Gaviria         | UAE Team Emirates               | 124 pts                  |                          |
| 4.º                      | Mathieu van der Poel     | Alpecin-Fenix                   | 96 pts                   |                          |
| 5.º                      | Alberto Dainese          | Team DSM                        | 95 pts                   |                          |
| 6.º                      | Dries De Bondt           | Alpecin-Fenix                   | 83 pts                   |                          |
| 7.º                      | Simone Consonni          | Cofidis                         | 73 pts                   |                          |
| 8.º                      | Phil Bauhaus             | Bahrain Victorious              | 72 pts                   |                          |
| 9.º                      | Filippo Tagliani         | Drone Hopper-Androni Giocattoli | 70 pts                   |                          |
| 10.º                     | Davide Gabburo           | Bardiani CSF Faizanè            | 68 pts                   |                          |

### Clasificación de la montaña(Maglia Azzurra)
| Clasificación de la montaña | Clasificación de la montaña | Clasificación de la montaña        | Clasificación de la montaña | Clasificación de la montaña |
| Ciclista                    | Ciclista                    | Equipo                             | Puntos                      |                             |
| --------------------------- | --------------------------- | ---------------------------------- | --------------------------- | --------------------------- |
| 1.º                         | Koen Bouwman                | Jumbo-Visma                        | 218 pts                     |                             |
| 2.º                         | Giulio Ciccone              | Trek-Segafredo                     | 103 pts                     |                             |
| 3.º                         | Diego Rosa                  | Eolo-Kometa                        | 94 pts                      |                             |
| 4.º                         | Jai Hindley                 | Bora-Hansgrohe                     | 74 pts                      |                             |
| 5.º                         | Lennard Kämna               | Bora-Hansgrohe                     | 74 pts                      |                             |
| 6.º                         | Santiago Buitrago           | Bahrain Victorious                 | 71 pts                      |                             |
| 7.º                         | Richard Carapaz             | Ineos Grenadiers                   | 67 pts                      |                             |
| 8.º                         | Jan Hirt                    | Intermarché-Wanty-Gobert Matériaux | 57 pts                      |                             |
| 9.º                         | Gijs Leemreize              | Jumbo-Visma                        | 47 pts                      |                             |
| 10.º                        | Wilco Kelderman             | Bora-Hansgrohe                     | 42 pts                      |                             |

### Clasificación de los jóvenes(Maglia Bianca)
| Clasificación del mejor joven | Clasificación del mejor joven | Clasificación del mejor joven | Clasificación del mejor joven | Clasificación del mejor joven |
| Ciclista                      | Ciclista                      | Equipo                        | Tiempo                        |                               |
| ----------------------------- | ----------------------------- | ----------------------------- | ----------------------------- | ----------------------------- |
| 1.º                           | Juan Pedro López              | Trek-Segafredo                | 76 h 56 min 25 s              |                               |
| 2.º                           | Santiago Buitrago             | Bahrain Victorious            | + 5 min 05 s                  |                               |
| 3.º                           | Thymen Arensman               | Team DSM                      | + 6 min 46 s                  |                               |
| 4.º                           | Pavel Sivakov                 | Ineos Grenadiers              | + 15 min 42 s                 |                               |
| 5.º                           | Luca Covili                   | Bardiani CSF Faizanè          | + 57 min 07 s                 |                               |
| 6.º                           | Mauri Vansevenant             | Quick-Step Alpha Vinyl        | + 1 h 11 min 01 s             |                               |
| 7.º                           | Vadim Pronskiy                | Astana Qazaqstan Team         | + 1 h 34 min 33 s             |                               |
| 8.º                           | Iván Ramiro Sosa              | Movistar Team                 | + 1 h 38 min 55 s             |                               |
| 9.º                           | Gijs Leemreize                | Jumbo-Visma                   | + 1 h 42 min 23 s             |                               |
| 10.º                          | Jhonatan Narváez              | Ineos Grenadiers              | + 1 h 45 min 08 s             |                               |

### Clasificación por equipos"Súper team"
| Clasificación por equipos | Clasificación por equipos          | Clasificación por equipos | Clasificación por equipos |
| Equipo                    | Equipo                             | Tiempo                    |                           |
| ------------------------- | ---------------------------------- | ------------------------- | ------------------------- |
| 1.º                       | Bahrain Victorious                 | 230 h 14 min 47 s         |                           |
| 2.º                       | Bora-Hansgrohe                     | + 14 s                    |                           |
| 3.º                       | Intermarché-Wanty-Gobert Matériaux | + 52 min 38 s             |                           |
| 4.º                       | Ineos Grenadiers                   | + 1 h 02 min 03 s         |                           |
| 5.º                       | Astana Qazaqstan Team              | + 1 h 45 min 57 s         |                           |
| 6.º                       | Trek-Segafredo                     | + 1 h 53 min 36 s         |                           |
| 7.º                       | UAE Team Emirates                  | + 2 h 14 min 58 s         |                           |
| 8.º                       | Jumbo-Visma                        | + 2 h 29 min 46 s         |                           |
| 9.º                       | BikeExchange-Jayco                 | + 2 h 39 min 09 s         |                           |
| 10.º                      | Movistar Team                      | + 2 h 52 min 18 s         |                           |

## Abandonos
- João Almeida (UAE Team Emirates) no tomó la salida tras haber dado positivo en COVID-19.[2]